# Upír z Feratu
Upír z Feratu je český filmový horor z roku 1981 režiséra Juraje Herze natočený ve Filmovém studiu Barrandov. Snímek byl natočen na námět pocházející ze sci-fi povídky Upír LTD Josefa Nesvadby (poprvé vyšla v sbírce Výprava opačným směrem, 1962).
Upíří vozidlo je prototyp vozu Škoda 110 Super Sport, typ 724, přezdívaný dle filmu Ferat. Původně bílý vůz byl pro účely natáčení přestříkán a opatřen některými modifikacemi. Byl vyroben pouze jediný kus, který je v současnosti exponátem muzea automobilky Škoda.

## Děj
Hlavním hrdinou filmu je krvežíznivé závodní auto, sající krev plynovým pedálem z řidičova chodidla. Každý řidič, který si sedne za volant tohoto auta, cítí velké opojení z jízdy a neuvědomuje si, jak si jej auto podmaňuje.

## Základní údaje
- Námět: Josef Nesvadba
- Scénář: Jan Fleischer, Juraj Herz
- Hudba: Petr Hapka
- Kamera: Richard Valenta
- Režie: Juraj Herz
- Hrají: Dagmar Veškrnová, Jiří Menzel, Jana Břežková, Petr Čepek, Zdenka Procházková, Jan Schmid, Ilja Racek
- Další údaje: barevný, 93 min, horror
- Výroba: ČSSR, Filmové studio Barrandov, 1981